# Козлов, Иван Иванович (Герой Советского Союза)
Иван Иванович Козлов (1919—1945) — старшина Рабоче-крестьянской Красной Армии, участник Великой Отечественной войны, Герой Советского Союза (1945).

## Биография
Иван Козлов родился в 1919 году в посёлке Айдырля (ныне — посёлок Айдырлинский в Кваркенском районе Оренбургской области). После окончания четырёх классов школы работал шахтёром. В 1939 году Козлов был призван на службу в Рабоче-крестьянскую Красную Армию. К июлю 1944 года старшина Иван Козлов был помощником командира взвода 82-го стрелкового полка 33-й стрелковой дивизии 1-й ударной армии 2-го Прибалтийского фронта. Отличился во время освобождения Псковской области.
16 июля 1944 года Козлов участвовал в прорыве немецкой обороны на западном берегу реки Великой к юго-востоку от Острова. Он первым поднялся в атаку и в рукопашной схватке лично уничтожил более 20 солдат и офицеров противника. В ночь с 16 на 17 июня 1944 года он заменил собой сначала командира взвода, а затем и командира роты. Под его руководством рота освободила деревню Купры Пушкиногорского района Псковской области, уничтожив более 200 солдат и офицеров противника, ещё 12 взяв в плен, и захватив несколько артиллерийских орудий. 6 марта 1945 года Козлов погиб в бою. Похоронен на воинском кладбище в Добельском районе Латвии.
Указом Президиума Верховного Совета СССР от 24 марта 1945 года старшина Иван Козлов посмертно был удостоен высокого звания Героя Советского Союза. Также был награждён орденом Ленина и рядом медалей.